# Straße von Mosambik
Die Straße von Mosambik (auch Mosambik-Kanal, portugiesisch Canal de Moçambique) ist der Name der Meerenge zwischen Mosambik im südöstlichen Teil Afrikas und der Insel Madagaskar.

## Geografie
Sie ist rund 1500 km lang, zwischen 420 und 1000 km breit und wird im Norden von den Komoren begrenzt. In der Meerenge liegen noch einige küstennahe Inseln von Mosambik wie Bazaruto und Ilha de Moçambique, einige zu Madagaskar gehörige Inseln wie Nosy Be, Nosy Hara und Nosy Mitsio, sowie drei Inseln der Îles éparses.
Ihre nördliche Grenze geht von der Mündung des Rovuma über Ras Habu, dem nördlichsten Punkt der Ile Grande Comore, dem Norden der Komoren bis zum Cap d’Ambre an der Nordspitze Madagaskars. Die südliche Grenze reicht vom Cap Sainte-Marie an der Südspitze Madagaskar zum Ponta do Ouro an der Grenze zu Südafrika.